# Kime-no-kata
Kime no kata (極の形) é um kata do Judô voltado para a defesa pessoal. Kime no kata, também conhecido como Shinken Shobu no Kata (真剣勝負の形, , o "kata da luta real"), foi desenvolvido na Kodokan por volta de 1888. A série é composta de 8 de técnicas a partir de uma postura ajoelhada (idori waza), e 12 técnicas a partir de uma posição de pé (tachi waza). Ambos os conjuntos de técnicas contém defesas para ataques armados e desarmados
 .

## Técnicas Ajoelhadas (idori waza)
1. Ryote-dori
2. Tsukkake
3. Suri-age
4. Yoko-uchi
5. Ushiro-dori
6. Tsukkomi
7. Kiri-komi
8. Yoko-tsuki

## Técnicas em pé (tachi waza)
1. Ryote-dori
2. Sode-tori
3. Tsukkake
4. Tsuki-idade
5. Suri-idade
6. Yoko-uchi
7. Ke-age
8. Ushiro-dori
9. Tsuki-komi
10. Kiri-komi
11. Nuki-kake
12. Kiri-oroshi